# Fathi Hassan
Fathi Hassan (Cairo 10 de maio de 1957) é um pintor africano. Estudou na Academia de Napoli, considerado o primeiro e mais importante artista contemporâneo africano e no continente africano.

## Biografia
Fathi Hassan é um dos mais famosos artistas africanos na Europa, o primeiro artista africano na Bienal de Veneza, abrindo o caminho para novas promessas do continente africano que foram recentemente apreciados por mais e mais atenção e interesse.
O pai de Hassan é sudanês, sua mãe Fatma originalmente de Tosca (Com Ombo - Alto Egito). A grande inundação transforma completamente o estilo de vida da família e é a intervenção de UNESCO que as áreas destruídas são parcialmente curado. É a tradição matriarcal desta área a origem da mentalidade artística de Fathi (Akkij). Cairo será o lugar onde eles vão viver a sua família e avós: a partir de bem-off proprietários de terra se tornarão simples trabalhadores. Uma bolsa de estudos em 1979 é uma oportunidade para a entrada para a Academia de Belas Artes de Nápoles, onde se matriculou.
Formou-se em 1984 com uma tese sobre "Influência da arte Africano no cubismo". Em 1988, o crítico de arte Achille Bonito Oliva é o seu promotor XXIII Bienal de Veneza, onde participou no "Open Space 1988", que irá decidir o seu sucesso.
Fathi Hassan tornou-se o primeiro artista de origem presente Africano na Bienal de Veneza, dando início a uma nova era para toda a art Africano.
Smithsonian em Washington DC, ele a coloca entre os artistas de "texturas, palavras e símbolo da arte africana contemporânea."
Metropolitan Museum of Art de Nova York nos catálogos "Geração de Juventude".

## Museu
- Barjeel art Foundation, Maraya Art Centre, Al Qasba, Sharjah, Emirats Àrabs Units (coleção particular Sultan Al-Qassemi Sooud)
- Qatar Foundation,  Galleria VCUQatar, Education City, Doha, Qatar (coleção particular Sheik Hamad bin Khalifa Al Thani)
- Farjam Foundation, Dubai, Emirats Àrabs Units
- National Museum of African American History and Culture, Washington DC, Estados Unidos
- National Museum of African Art, Smithsonian Institution, Washington DC, Estados Unidos
- MOMA Metropolitan Museum of Art, New York, Estados Unidos
- Victoria and Albert Museum, Londres
- Britsh Museum, Londres
- Fowler Museum, Los Angeles, Estados Unidos
- Museo Arnhem, Holanda
- University Museum Clark Atlanta,  Georgia, Estados Unidos
- MAU Museo d'arte urbana, Torino

## Arte
- San Muanga, acrylic and sand on wooden panel, 40x30 cm, 1999
- Santa Murita, acrylic and sand on wooden panel, 40x30 cm, 1999
- Santa Rania, acrylic and sand on wooden panel, 40x30 cm, 1999
- San Munir, acrylic and sand on wooden panel, 40x30 cm, 1999
- Magic Face, acrylic and sand on wooden panel, 40x30 cm, 1999
- Face of Africa, oil on canvas, 40x30 cm, 1999
- The wounds that need to heal, pigments on canvas, 100x100 cm, 1999
- African Alien, mixed media on wooden panel, 50x40 cm, 1998
- Santa Ruan, acrylic and sand on canvas, 35x40 cm, 1998
- Santa Nabila, oil on canvas, 30x24 cm, 1998
- Santa Adila, oil on canvas, 30x24 cm, 1998
- San Tarig, oil on canvas, 30x20 cm, 1997
- San Ammao, oil on canvas, 30x20 cm, 1997
- Santa Tamanni, oil on canvas, 100x150 cm, 1997
- Thinking of Tata, acrylic and sand on canvas, 100x100 cm, 1997
- Box of dreams, acrylic and sand on canvas, 100x100 cm, 1997
- Santa Eleiham, acrylic and sand on canvas, 35x30 cm, 1996
- Santa Kausar, acrylic and sand on canvas, 35x30 cm, 1996
- Persecution, oil and sand on canvas, 35x30 cm, 1996
- The tale of Mina, pigments on canvas, 50x40 cm, 1995
- Mansur, mixed media on canvas, 60x50 cm, 1988
- The magic room of Gazar, pigments on canvas, 240x255 cm, 1985
- The tale of Kha, pigments on canvas, 75x75 cm, 1984
- Terrestrial concept, pigments on canvas, 80x80 cm, 1983

## Exposições
Fathi Hassan participou em exposições em Nigéria, Catar, Senegal, Dakar, Líbano, Beirute, Cairo, Estados Unidos, Londres, Hong Kong, Milão, Roma, Veneza, México, Berlim, Paris, Bruxelas e Hong Kong.